# 广西舌唇兰
广西舌唇兰（学名：Platanthera kwangsiensis）为兰科舌唇兰属下的一个种。

## 扩展阅读
- 維基物種上的相關：广西舌唇兰